# Rugby (videogioco)
Rugby (anche noto come EA Sports Rugby o Rugby 2001) è un videogioco sportivo di rugby union del 2000 sviluppato da The Creative Assembly e pubblicato da Electronic Arts per Microsoft Windows e PlayStation 2.
Il gioco include 20 squadre nazionali, oltre a quelle appartenenti alle federazioni dell'Inghilterra, della Nuova Zelanda, del Sudafrica, della Francia e della Scozia.